# La ignorancia
La ignorancia (en francés: L'ignorance) es una novela de Milan Kundera. Fue escrita en 1999 en Francia y publicada al año siguiente. Fue traducida al inglés en el 2002 por Linda Asher, recibiendo el premio Scott Moncrieff al año siguiente. La historia gira en torno a Josef e Irene, dos checoslovacos que vuelven a su tierra natal luego del exilio y la caída del comunismo en Europa del este.

## Argumento
- Datos: Q3048945